# Peptid indukovanja delta sna
Peptid indukovanja delta sna (DSIP) je neuropeptid koji nakon unosa u mezodiencefalnu komoru zeca indukuje vretenastu i delta EEG aktivnost i umanjuje motorne aktivnosti. Njegova aminokiselinska sekvenca je Тrр-Аlа-Gly-Gly-Asp-Ala-Ser-Gly-Glu.

## Otkriće
Peptid indukovanja delta sna je otkriven 1974. putem izolacije iz cerebralne venske krvi zeca u indukovanom stanju sna. Smatra se da on prvenstveno učestvuje u regulaciji sna, putem indukovanja sna sporih talasa kod zečeva. Dalje studije njegove uloge su proizvele kontradiktorne nalaze.
Peptid sličan peptidu indukovanja delta sna je nađen u ljudskom majčinom mleku.

## Spoljašnje veze
- Delta+sleep-inducing+peptide на 
- "Deltaran"